# 趙統
趙 統（ちょう とう、拼音: Zhào Tǒng、生没年不詳）、冀州常山国真定県（現河北省正定県）の人。中国三国時代の蜀漢の武将。父は趙雲、弟は趙広。

## 事績
蜀漢を代表する将の一人である趙雲の長子。建興7年（229年）に父が死去した後、その跡を継ぎ、官位は虎賁中郎督・行領軍にまで昇った。

## 官職
正史『三国志』蜀書『趙雲伝』において、趙統の官職は「虎賁中郎督行領軍」と記され、関連書籍などでは「虎賁中郎，督行領軍」と区切り、「虎賁中郎」あるいは「虎賁中郎将」、「督行領軍」と解釈することが多い。
張金龍は、「督行領軍」という表現は理解しづらく、「羽林右部督」、「中部督」、「殿中督」などの類似の官職を参考に、「虎賁中郎督，行領軍」と区切るべきと主張し、「虎賁中郎督」は「虎賁の督」または「虎賁中郎将の督」を指すものであり、「行領軍」は虎賁中郎将の下に位置する虎賁中郎督が、領軍の業務を代理していることを意味する、と論じている。
清代に周廣業が著した『季漢官爵考』三巻においても「虎賁中郎督」とし、虎賁中郎の主な職掌は虎賁（皇帝の親衛隊）の宿衛、つまり皇帝の警護であり、この官職に「督」の字が付いているのは、恐らく兵を指揮する任務も兼ねていたからだろう、と論じている。
この官職は蜀漢にのみ設置され、就いたのは趙統ただ一人であり、蜀漢の史料には詳細な記録が残されておらず、そのため官位や秩禄などは不明である。

## 三国志演義
羅貫中の小説『三国志演義』では第97回で登場。弟の趙広と共に、趙雲の病死を諸葛亮、次いで劉禅に報告。劉禅から虎賁中郎将に任じられ、趙雲の墓守りを命じられる。

## 関連作品

### 漫画
- 陳某（中国語版）『火鳳燎原』
（2001年-連載中、東立出版社、メディアファクトリー）
燎原火（趙雲）と樊氏の子「燎原統」として登場する。

### ゲーム
- 三國志シリーズ
（1985年-展開中、日本、コーエーテクモゲームス）
- 三国志大戦シリーズ
（2005年-稼働中、日本、セガ・インタラクティブ、セガ、セガ ファイブ）

### カードゲーム
- 三国殺
（2008年、中国：Yoka Games（游卡桌游）、日本：株式会社ミント）